# Tinianavyt Dorsa
I Tinianavyt Dorsa sono una struttura geologica della superficie di Venere.